# Намське сільське поселення
На́мське сільське поселення (рос. Намское сельское поселение) — муніципальне утворення у складі Корткероського району Республіки Комі, Росія. Адміністративний центр — селище Намськ.

## Населення
Населення — 435 осіб (2017, 506 у 2010, 630 у 2002, 803 у 1989).

## Склад
До складу поселення входять такі населені пункти:
| Населений пункт    | Населення, осіб (2002) | Населення, осіб (2002) | Населення, осіб (2010) |
| ------------------ | ---------------------- | ---------------------- | ---------------------- |
| Лопидіно, присілок | 154                    | 128                    | 87                     |
| Намськ, селище     | 649                    | 502                    | 419                    |